# Torstein Aagaard-Nilsen
Torstein Aagaard-Nilsen (Oslo, 11 januari 1964) is een hedendaags Noors componist.

## Levensloop
Aagaard-Nilsen groeide op in Kabelvåg op de Lofoten (Noord-Noorwegen). Van 1986 tot 1990 studeerde hij aan de Universiteit van Bergen, Noorwegen, en aan het conservatorium aldaar. Van 1990 tot 1994 was hij docent voor nieuwe muziek aan het conservatorium in Bergen. Hij was eveneens leider van het Autunnale-festivalen - (Music Factory and Autunnale) te Bergen. In 1992 en 1993 arrangeerde en componeerde hij voor het Forsvarets Stabsmusikkorps Vestlandet - Norwegian Army Band, Bergen (NABB), onder andere ook Arctic Landscape.
Deze betrekking bracht hem tot meerdere werken voor harmonieorkest en brassband.
Hij is verder dirigent van verschillende school- en amateur-muziekverenigingen en docent aan de Manger Folkehøgskule. Samen met Ketil Hvoslef, Jostein Stalheim en Knut Vaage heeft hij het forum Av garde gesticht. 
Als componist heeft hij werken voor orkest, kamermuziek, vocale en koormuziek en werken voor harmonieorkest en brassband geschreven. Zijn werken worden vaak in opdracht geschreven.

## Composities

### Werken voor orkest
- 1992/1997 The fourth Angel voor trompet en orkest
- 1992/1993 Concerto for Trumpet in C en orkest
- 1995 Kar - A little overture
- 1995-1996 Concerto for Cello and Orchestra
- 1996 Concerto for Trumpet and String Orchestra - Trumpet Concerto No. 2
- 1997 rev.2003 Concerto for Tuba and Orchestra
- 1998 Concerto for Trombone and String Orchestra
- 2000 Concerto for Euphonium and Orchestra
- 2003 Fanfares and Fairytales (Concerto No. 2 for Trombone and Orchestra)
- 2007 Wind Eyes

### Werken voor harmonieorkest
- 1992 Arctic Landscape for Military Band
- 1994 Preludium for Symphonic Band
- 1994 Triade - "The Angels of Destruction" for Symphonic Wind Orchestra
- 1997 Norwegian Dance
- 1997 From Borge - two folk tunes from Borge op de Lofoten voor harmonieorkest
- 1998 Grim voor harmonieorkest
- 1998 Pang - Introduction No. 4 for Symphonic Band
- 1999 The Viking Church ter gelegenheid van het 1000-jarig jubileum van de Kabelvaag kerk
- 2000 Den evige klangen voor koperensemble (4 cornetten, Es-hoorn, trombone, bastrombone, eufonium, tuba, percussie) en symfonisch blaasorkest
- 2002 Cantilena Cradle Song voor trombone solo en symfonisch blaasorkest
- 2004 Cantilena II Mountain Song voor eufonium en blazersensemble (fluit, altfluit, hobo, 4 klarinetten, basklarinet, altsax, tenorsax, fagot, hoorn en vibrafoon)
- Arctic Funk
- Introduction and Punk
- Pentagram voor symfonisch blaasorkest
  1. Call and Awakening
  2. Ritual I
  3. De Profundis
  4. Ritual II
  5. Call and Destruction
- Wings of Changes

### Werken voor brassband
- 1988 Håvard (Little Norwegian Suite no. 2)
- 1988 Friar´n (Little Norwegian Suite no. 3)
- 1988 Ciricus
- 1989 New Waves
- 1989 Introduction
- 1989 Hanen (The Cock)
- 1989 Ballade
- 1989 A North Norwegian Fantasy
- 1989 Abstractions (verplicht werk 1ste divisie Noorse Brass Band Kampioenschappen 1990)
- 1989 Stille stund, voor eufonium en brassband
- 1990 Entrada (Introduction no. 2)
- 1990 Nocturne
- 1990 Solsongen voor gemengd koor, kinderkoor, orgel en brassband
- 1990 The Binding of the Wolf
- 1990 Veslemøy op. 67
- 1991 Awakening
- 1991 Introduction and Punk
- 1991 Elegy and March
- 1991 Den fyrste song
- 1991 Arctic Funk (Introduction no. 3)
- 1991 T-Rex!
- 1992 Meditasjon
- 1992 Gammel Mariavise
- 1992 Parafrase for Euphonium
- 1993 Concerto for Bes-cornet and Brass Band
- 1993 SVoR
- 1995 E Spenstig
- 1996 Seid (verplicht werk Kampioen Sectie Europese Brass Band Kampioenschappen 1996)
- 1997 Riffs and Interludes
- 1997 Norwegian Dance
- 1997 Fra Borge
- 1997 Lokk from the Green Island, voor Es-hoorn en singing Band
- 1998 Fra Ryfylke
- 1999 Sagaspelet Lofotr (music for an outdoor play), voor gemengd koor en brassband of harmonieorkest
- 1999 PANG - Introduction no. 4
- 1999 Juledans (Christmas Dance)
- 1999 Dynamis (Missa Sophia), voor Bes-cornet, trombone, tuba, marimba en brassband
- 1999 Mosquito, voor trombone en brassband
- 2002 Myte (Myth)
- 2003 Aubade - Dawn Songs of the Fabulous Birds (verplicht werk Kampioen Sectie Europese Brass Band Kampioenschappen 2003)
- 2003 Vikingkirken (The Viking Church)
- 2003 InteraktivMegaGigaRytme
- 2003 Bloodaxe Lament, voor tuba en brassband
- 2004 Fresh
- 2004 Be Thou My Vision
- 2004 Chorale and Crescendo, voor slagwerk (alle instrumenten combinaties)
- 2004 Blue Phrases, voor solo trompet (C), elektronica, versterkers en brassband
- 2004 To stemninger (Fra Danmark)
- 2005 Klotho
- 2005 Hymn tune from Lofoten
- 2005 Hommage a  W.A. Mozart (voor het RNCM Festival of Brass)
- 2005 Cantigas
- 2006 Lofotr - suite for brass band
- 2006 Dampsanger (Steam Songs)
- 2007 Moira
- 2007 Gåte
- 2007 Chant
- 2008 Totem - Concerto Grosso for Brass Band, voor brassband, elektronica en versterkers (voor solisten)

### Arrangementen voor brassband
- 1992 Erster Verlust [Schubert], voor Es-bas en brassband
- 1995 Vitae lux [Frode Alnæs]
- 1999 Postludium [Staveland]
- 1999 Det står eit lys [I. Davik]
- 2008 Bruremarsj fra Beiarn (Traditioneel)

### Koorwerken
- 1992 Ensomme skip voor vrouwen koor (SSAA) - tekst (Noors): Rolf Jacobsen
- 1994 Bølgje voor gemengd koor - tekst (Noors): Halldis Moren Vesaas
- 1996 Morgen, kan jeg ta dig inn til mig voor mannenkoor - tekst (Noors): Rolf Jacobsen
- 2001/2002 Aldri før... voor gemengd koor
- 2002 Et annet lys voor gemengd koor

### Vocaalwerken met orkest of instrumenten
- 1990/1991 Eg er din ven voor sopraan, bariton, fluit, hobo, trompet en piano - tekst: Ingebjørg Kasin Sandsdalen
- 1999 Det andre lyset voor zang, saxofoon, trombone en piano

### Cantates en missen
- 1994 Vår jord, vår Evighet cantate voor Tromsø ter gelegenheid van het 200-jarig jubileum, voor sopraan, bariton, gemengd koor, symfonisch blaasorkest en strijkers - tekst: Rolf Jacobsen
  1. Preludium
  2. Det ryker
  3. Små lys på havet
  4. Nord
  5. Sol i sorg
  6. Hyss
- 1998/1999 Dynamis - Missa sophia voor cornet-, trombone-, tuba- en percussie-solo en brassband

### Pianomuziek
- 1993 Hot-house - Drivhus voor piano

### Kamermuziek
- 1988/1989 AAP - Ufarlig? : Stykke for 4 Bb-trompeter
  1. Antiphoni
  2. Anti
  3. Phoni
- 1990-1991 Jacobsen sanger voor bariton solo en trompet in C
- 1991/1994 Black Light - Version 2 voor blokfluit, viool, cello en klavecimbel
- 1992 Feber-fantasi voor eufonium en 9 cornetten (8 Bes-cornetten en 1 Es-cornet)
- 1993 Novelle for Brass Ensemble voor 4 trompetten, 3 trombones, bastrombone, hoorn en tuba
- 1996/1997 Elegy for Broken Hearts - 1. Movement from Concerto for Trumpet and String Orchestra voor trompet in C en piano
- 1996 Fabula I voor fluit, klarinet, vibrafoon, piano, twee violen, altviool, cello en contrabas
- 1996 Fabula II voor hobo, fagot, hoorn, trompet, trombone, percussie, twee violen, altviool, cello en contrabas
- 1998 Efflorescent voor tubakwartet
- 1998 Crossing Lines kwartet voor trombone, accordeon, viool en cello
- 1998 Glance of a Landscape kwartet voor percussie
- 1999 Light voor trombone en percussie
- 2000 Eventyrlege fabler voor fluit, viool, trompet en piano
- 2001 Urd voor bastrombone solo
- 1999 Skuld voor trombone solo
- 2001 Kyklos voor koperkwintet
- 2002 Winds of Change voor hobo, Es-klarinet, 3 Bes-klarinetten, basklarinet en 2 saxofoons
- 2003 Knock! voor percussie trio
- 2003 Erik The Viking voor tuba solo
- 2005 Of Night and Darkness voor trombone-kwartet
- 2006 Ten Short Tunes voor basklarinet, klarinet, trombone, percussie, piano en contrabas
- 3 Etudes for Brass Quartet
- Den fyrste song voor 3 cornetten, flugelhorn, hoorn, 3 trombones, eufonium, tuba en percussie
- Two Norwegian Tunes
  1. På klårfjell der kvelver seg
  2. Fiskaren talar til sonen sin